# Eugnophomyia silindicola
Eugnophomyia silindicola är en tvåvingeart som först beskrevs av Alexander 1948.  Eugnophomyia silindicola ingår i släktet Eugnophomyia och familjen småharkrankar.
Artens utbredningsområde är Zimbabwe. Inga underarter finns listade i Catalogue of Life.